# Leptocerus merangirensis
Leptocerus merangirensis är en nattsländeart som beskrevs av Malicky 1993. Leptocerus merangirensis ingår i släktet Leptocerus och familjen långhornssländor. Inga underarter finns listade i Catalogue of Life.